# Шостий Доктор
Шостий Доктор — шосте втілення вигаданого персонажа Доктора з британського наукового-фантастичного телесеріалу Доктор Хто. Його зіграв актор Колін Бейкер.

## Ера Шостого Доктора
Шостий Доктор був героєм трьох сезонів серіалу, проте у своєму першому сезоні він з'явився лише в одній сцені в епізоді "Печери Андрозані". Тоді відбулася регенерація П'ятого Доктора, якого грав Пітер Девісон. Ера Шостого Доктора позначена рішенням керівництва ВВС зробити 18-місячну перерву між 22-м і 23-м сезонами. За цей час вийшов лише один радіо-епізод "Slipback".

## Біографія
Регенерація П'ятого Доктора у Шостого йшла нестабільно, і він ледве на задушив Пері Браун перед тим, як прийти до тями. Шостий Доктор стикався з багатьма старими ворогами: Майстром, Далеками, Кіберлюдьми, Сонтаранцями. Також він мав спільну пригоду зі своєю другою інкарнацією, коли його знову судила його власна раса — Володарі Часу. Обвинувачувач цього засідання, Валеярд, можливо, є майбутнім злим втіленням Доктора. Цей суд заплутав часову лінію Доктора, і він згодом потрапив у компанію Мела Буша, якого технічно на той момент іще не знав. (Автори серіалу вирішили ускладнити сюжет і роз'яснити все в наступному сезоні.)
Очевидно, коли ТАРДІС Шостого Доктора була атакована його старим ворогом Рані, він зазнав травм і регенерував у Сьомого Доктора, якого зіграв Сильвестр МакКой, проте точні причини регенерації ніколи не називалися. 

## Постать

### Характер
Шостий Доктор був непередбачуваним, а іноді — дратівливим егоїстом. Його кричуще барвисте вбрання відображало його непостійність. Він був зловісним і красномовним, рухливим і дотепним. Іноді він був схильний до фаталістичних думок. Сам же він вважав своє шосте втілення найкращим від усіх.
Доктор Коліна Бейкера був упевнений у своїх здібностях і ненавидів, коли у них сумнівалися інші. Він любив виставляти на показ свої розумові здібності, щоб усі захоплювалися ним. Проте за своєю зарозумілістю Доктор приховував інші свої риси: доброту та чуйність, які проявились в епізоді "Одкровення Далеків". Під його бурхливою зовнішністю ховався володар часу, розважливіший за свої попередні інкарнації. Він був здатний на будь-які дії заради вищої мети, і коли ця мета з'являлася, то навіть його супутники не могли протистояти йому в його прагненні допомогти будь-якою ціною.
Шостий Доктор відзначався своєю любов'ю до котів. Він завжди носив на лацкані брошку у вигляді кота, пояснюючи це тим, що "це зараз модно на далекій планеті".

### Імідж
Колін Бейкер хотів одягнути свого Доктора у чорний оксамит, щоб підкерслити загадковість персонажа, проте продюсер серіалу навмисне обрав костюм у різких несумісних тонах (пізніше він навзвав цей костюм "вибух на веселковій фабриці"). Було збереженно знаки питання, які вперше з'явились на одязі Четвертого Доктора і які також мав одяг П'ятого Доктора. Бейкер замінив гілочку селери свого попереднього втілення на брошку у вигляді кота.

### Вік

#### Шостий Доктор
У серії "Одкровення Далеків" Шостий Доктор стверджує, що йому 900 років. Згодом, одразу після регенерації, Сьомий Доктор сказав, що йому 953 роки. Отже, між епізодами "Одкровення Далеків" і "Час та Рані" минуло 53 роки.

#### Новий серіал
Коли у 2005 році серіал було поновлено, за словами Дев'ятого Доктора, йому 900 років. Десятий Доктор казав, що йому 903 роки, тож точний вік Доктора залишається невідомим. Можливо, він і сам його просто не знає.